# Pawlo Tutkowskyj

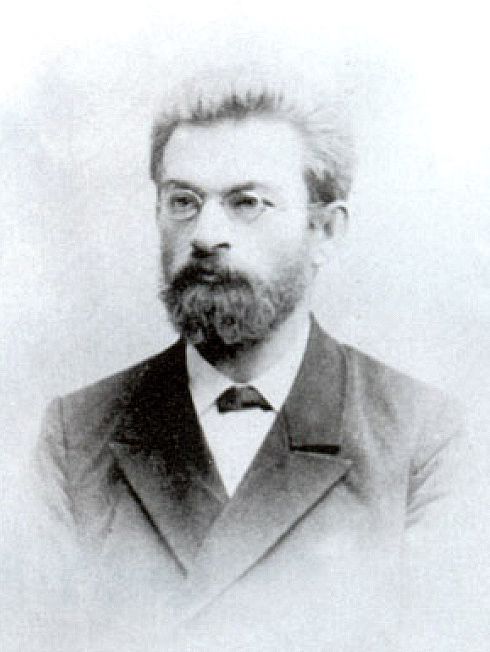
Pawlo Tutkowskyj

Pawlo Apollonowytsch Tutkowskyj (* 17. Februarjul. / 1. März 1858greg. in Lypowez, Gouvernement Kiew, Russisches Kaiserreich; † 3. Juni 1930 in Kiew, Ukrainische SSR) war ein ukrainischer Geologe, Geograph und Paläontologe.

## Leben
Pawlo Tutkowskyj studierte ab 1877 Physik und Mathematik an der Universität Kiew. 1879 wurde er wegen der Teilnahme an einer Studentenrebellion der Universität verwiesen, dennoch schloss er 1882 sein Studium dort ab.
Ab 1914 war er Professor an der Universität Kiew.
Tutkowskyj war Mitautor vom Brockhaus-Efron.
Am 27. November 1918 wurde er Mitglied der Ukrainischen Akademie der Wissenschaften und 1928 Mitglied der Weißrussischen Akademie der Wissenschaften.
Er half bei der Gründung der All-Ukrainischen Akademie der Wissenschaften und leitete zwischen 1919 und 1924 die Physikalisch-mathematische und die Geologie – Abteilungen und war Mitgründer des Geologischen Museums der Akademie. Er schrieb zahlreiche Lehrbücher zur Geographie und Geologie und 1923 das erste ukrainische Wörterbuch der geologischen Terminologie.
In den späten 1920er Jahren wurde ihm wiederholt Nationalismus und Aufwiegelung vorgeworfen, wofür er wiederholt von der GPU verhört wurde. Bevor er jedoch in einen Gulag geschickt werden konnte, verstarb er am 3. Juni 1930 in Kiew und wurde dort auf dem Lukjaniwska-Friedhof beerdigt.